# 5835 Mainfranken
5835 Mainfranken eller 1992 SP24 är en asteroid i huvudbältet som upptäcktes den 21 september 1992 av den tyske astronomen Freimut Börngen vid Tautenburg-observatoriet. Den är uppkallad efter en del av delstaten Franken i Tyskland.